# Anthemon
Anthemon est un groupe de heavy metal français, originaire de Paris, en Île-de-France. Il est formé en 1997, et dissout dix ans plus tard, en 2007. Le groupe compte un total de cinq albums entre 1998 et 2005, Nocturnal Contemplations (1998), Talvi (2001), Arcanes (2003), Dystopia (2004), et Kadavreski (2005).

## Biographie

### Débuts (1997–1999)
Anthemon est formé à la fin de 1997 à la suite de la rencontre du guitariste Sylvain Bégot et du bassiste Marc Canlers. Les deux musiciens travaillent tout d'abord en duo et enregistrent la démo Nocturnal Contemplations en se chargeant de tous les instruments. Le chant est partagé entre Marc Canlers et la chanteuse Bénédicte Albanac. Cette dernière ne fait pas réellement partie du groupe. Cette première démo est publiée entre octobre et novembre 1998.
Le duo se met ensuite à la recherche de musiciens pour compléter sa formation. Anthemon ne se mue en véritable groupe qu'après de nombreux changements, avec les arrivées respectives de Nicolas Joyeux à la batterie, Alexandre Kohler à la guitare, et Nathalie Bonnaud au chant. C'est avec ce personnel qu'Anthemon enregistre l'EP intitulé Talvi, en 2000, qui leur permet de se populariser progressivement. 

### ArcanesetDystopia(2000–2004)
Anthemon est à l'époque un des membres fondateurs de l'association Epsilon. Ce rassemblement de groupes parisiens de sensibilité metal gothique qui comprend, outre Anthemon, The Old Dead Tree, Dying Tears, Liturgy of Decay, Synoptia, puis Lux Incerta, et The Silent Agony, sort une compilation gratuite, intitulée E, et permet aux artistes la composant de se faire connaître auprès d'un public plus large,. Dans la foulée, Anthemon signe un contrat discographique avec le label Thundering Records, et recrute le claviériste Sébastien Latour.
En 2003, le groupe publie son premier album studio, intitulé Arcanes, au label Thundering Records. Anthemon est alors l'un des très rares groupes de metal français à enregistrer à l'étranger. L'album est extrêmement bien accueilli et place Anthemon en chef de file du metal gothique à chant féminin en France. Considéré par les fans de la première heure comme le meilleur album du groupe, Arcanes reste cependant le seul disque longue durée d'Anthemon à œuvrer dans ce style. La même année, Nathalie Bonnaud et Nicolas Joyeux quittent le groupe à la fin d'une tournée en Belgique. Ces départs marquent un tournant important dans la carrière du groupe.
En 2004, Anthemon recrute David Verbecq puis Loïc Malassagne, respectivement batteur et chanteur. Le groupe prend alors son public à contrepied en sortant l'album Dystopia. Outre le passage du chant féminin au chant masculin, Dystopia propose également une musique globalement plus violente, plus sombre et plus progressive, ce qui vaudra au groupe de perdre une grande partie de son auditoire.
David Verbecq est prié de rendre les baguettes peu de temps avant l'enregistrement du successeur de Dystopia.

### Kadavreskiet séparation (2005–2007)
Kadavreski est, en date, le dernier album d'Anthemon. Le groupe continue à évoluer comme bon lui semble en proposant sur cet album un cadavre exquis musical de 20 minutes sans fil conducteur. Sorti en 2005, Kadavreski est non seulement enregistré avec une batterie entièrement programmée, mais il mélange aussi sans complexe metal extrême, metal et rock progressif, dont les titres sont constitués en face A et face B, à la manière d'un vinyle,,. En 2006, le batteur Ludovic Rouix rejoint le groupe, après le départ Loïc Malassage.
Courant 2007, alors qu'il semble toujours à la recherche d'un chanteur, Anthemon se fend d'un communiqué de presse annonçant l'enregistrement imminent d'une nouvelle œuvre, un album-concept intitulé Aloïs. Quelques mois plus tard, en septembre 2007, un nouveau communiqué annonce cette fois la séparation du combo et l'abandon du projet Aloïs, sans donner d'explications. Un membre du groupe expliquera plus tard que le groupe, lassé de l'instabilité de son line-up et démotivé par le peu d'enthousiasme soulevé par ses albums de plus en plus éloignés du style de leurs débuts, préfère cesser ses activités. Sylvain Bégot, également leader du groupe Monolithe, forme alors le groupe Upon the Deep, avec Alexandre Kohler et Ludovic Rouix. En 2013, le groupe regroupe son catalogue sur Bandcamp.

## Membres

### Derniers membres
- Marc Canlers - basse, chant (1997-2007)
- Sylvain Bégot - guitare (1997-2007), claviers (1997-2003)
- Alexandre Kohler - guitare (1999-2007)
- Sébastien Latour - claviers (2003-2007)
- Ludovic Rouix - batterie (2005-2007)

### Anciens membres
- Loïc Malassagne - chant (2004-2006)
- Nathalie Bonnaud - chant (1999-2003)
- Nicolas Joyeux - batterie (1998-2004)
- David Verbecq - batterie (2004-2005)